# Kullorsuaq
Kullorsuaq ([ˌkuˈɬːɔsːuɑq] según la antigua ortografía Kuvdlorssuaĸ) es un asentamiento del distrito de Upernavik en el municipio Avannaata. En groenlandés, Kullorsuaq significa 'el gran pulgar', el nombre proviene de una gran roca con forma de dedo pulgar («el pulgar del diablo»).

## Localización
Kullorsuaq está situado sobre un promontorio al suroeste de una isla homónima, al norte del archipiélago de Upernavik y por lo tanto es la ciudad más septentrional del oeste de Groenlandia. Nuussuaq está a 52 km al sur, mientras que la ciudad más cercana al norte es Savissivik a 274 km al noroeste. Kullorsuaq se encuentra al sur de la región donde el hielo interior se conecta directamente con el mar sin grandes tramos de costa, lo que caracteriza la geografía de la bahía de Melville. En la isla se encuentra la montaña característica, que también se llama Kullorsuaq y parece un pulgar extendido, de ahí su nombre (danés Djœvelens Tommelfinger, "pulgar del diablo")

## Demografía
| Gráfica de evolución de Kullorsuaq entre 1930 y 2020 |
|                                                      |

Kullorsuaq es uno de los pocos pueblos en Groenlandia que muestran un fuerte incremento en el número de habitantes, de un 60% en cuanto a 1990 y de un 12% en cuanto a niveles de 2000.

## Galería

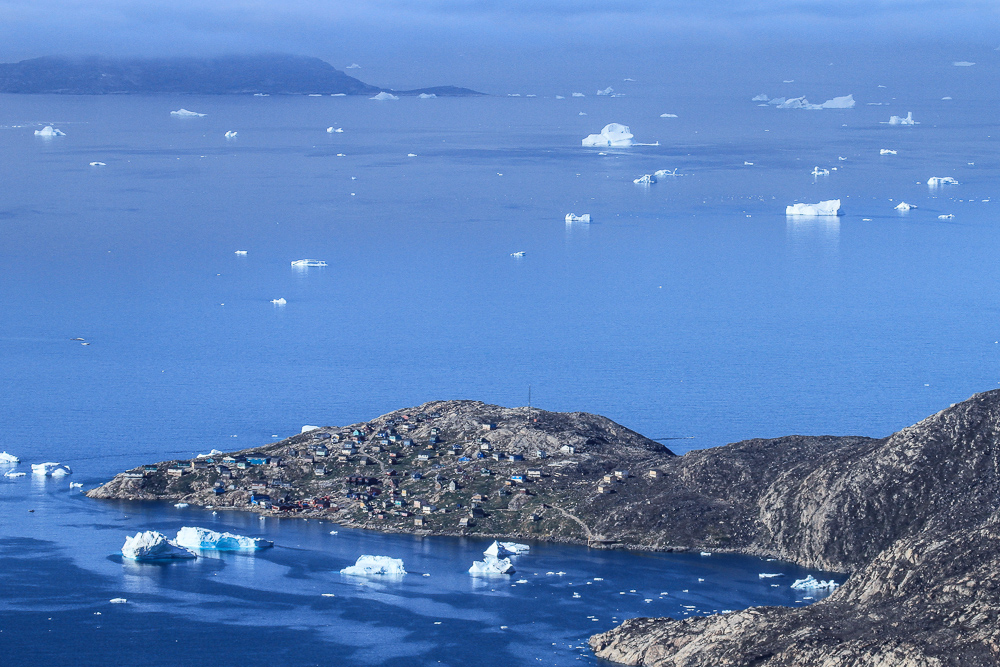
Blick über Kullorsuaq
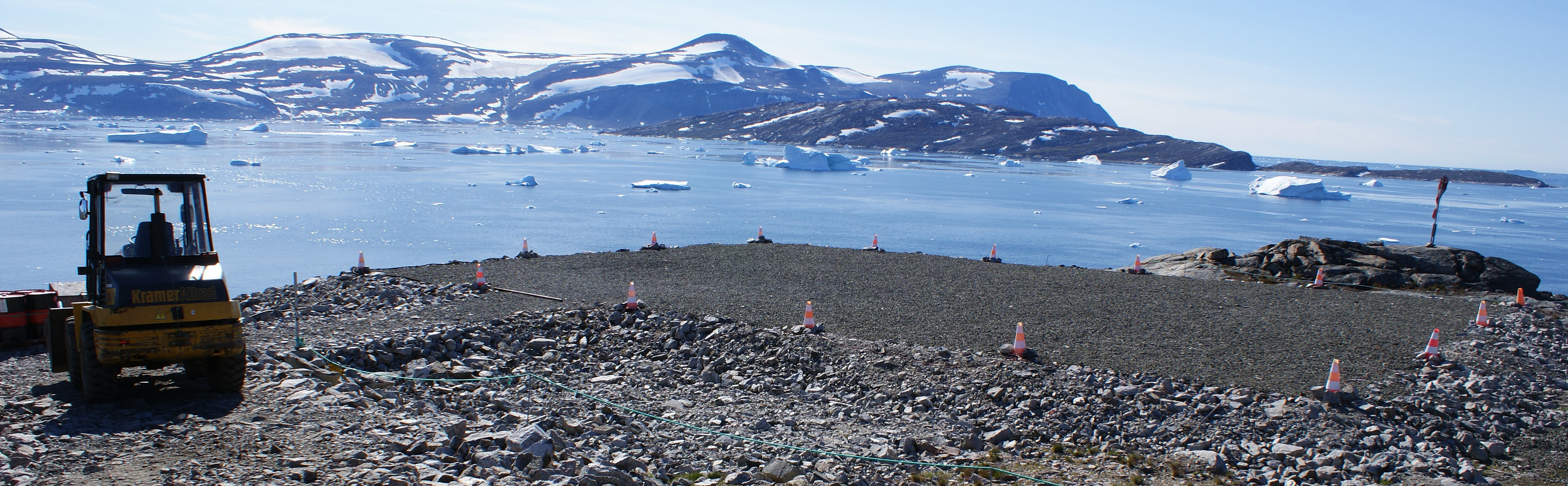
Helipuerto Kullorsuaq